# Matilda Ehlert
Matilda Ehlert (* 16. Dezember 2004 in Ludwigsburg) ist eine deutsche Handballspielerin.

## Karriere

### Im Verein
Ehlert spielte bis zur B-Jugend für die  HABO (Handballregion Bottwar) JSG und wechselte 2019 in die A-Jugend der SG BBM Bietigheim. Mit der A-Jugend wurde sie baden-württembergischer Meister. 2022 wechselte sie zum Bundesliga-Aufsteiger VfL Waiblingen. Ein Jahr später trat sie mit Waiblingen den Gang in die Zweitklassigkeit an. Nach einer Saison mit Waiblingen in der 2. Bundesliga wechselte sie im Sommer 2024 zum Erstligisten HSG Bensheim/Auerbach.

### In Auswahlmannschaften
Sie nahm mit der deutschen Jugend-Nationalmannschaft an der U17-Europameisterschaft 2021 teil und belegte dort den zweiten Platz. Bei der U18-Weltmeisterschaft 2022 belegten sie den zehnten Platz. Anschließend rückte Ehlert in den Kader der Juniorinnen-Nationalmannschaft auf, mit der sie den elften Platz bei der U-19-Europameisterschaft 2023 sowie den neunten Platz bei der U-20-Weltmeisterschaft 2024 belegte.

## Privates
Ihre Eltern spielten beide ebenfalls Handball. Ihre Mutter Michaela Ehlert für den VfL Waiblingen und ihr Vater Ralf Ehlert für den TV Großbottwar.